# Leigh Adams

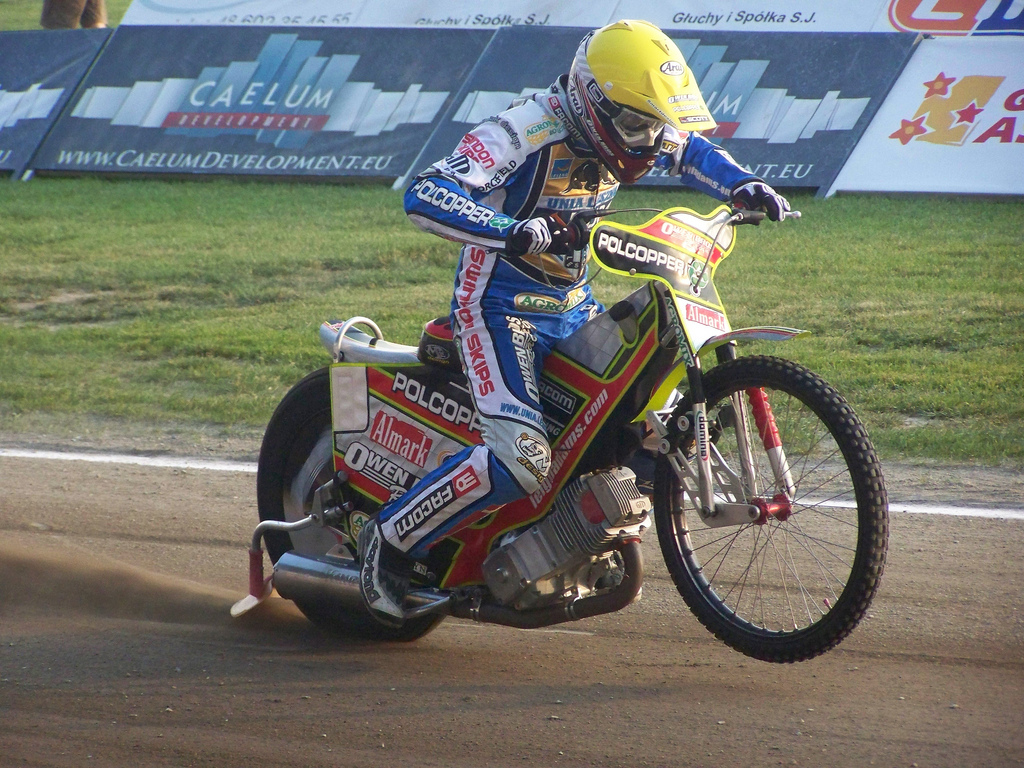
Leigh Adams (2009)

Leigh Scott Adams (ur. 28 kwietnia 1971 w Mildurze) – australijski żużlowiec.

## Życiorys

### Kariera sportowa
Swoją karierę rozpoczął w wieku ośmiu lat. Jest 3-krotnym mistrzem świata w drużynie z lat: 1999, 2001 i 2002, indywidualnym brązowym medalistą z 2005 oraz srebrnym z 2007, mistrzem świata do lat 21 z 1992, 10-krotnym mistrzem Australii na żużlu z lat: 1992, 1993, 1994, 1997, 2000, 2002, 2003, 2004, 2006, 2009, 8-krotnym zwycięzcą turniejów Grand Prix na żużlu. W 1999, 2000, 2001 i 2004 roku zdobył Zlatą Prilbę.
Zawodnik ten jest najskuteczniejszym obcokrajowcem w historii w rozgrywkach w najwyższej lidze polskiej sezonu zasadniczego. Razem z punktami bonusowymi (ale bez bonusów za tzw. jokera) zgromadził 2835 pkt. Pierwszy ustanowił rekord toru na nowym obiekcie Motoarena w Toruniu oraz jako pierwszy przekroczył barierę 10 000 punktów zdobytych w lidze angielskiej (20 kwietnia 2009 roku). Karierę żużlową zakończył w 2010 r. w barwach Unii Leszno, z którą w tym samym roku zdobył złoty medal drużynowych mistrzostw Polski.

### Wypadek
7 czerwca 2011 Leigh Adams podczas treningu do pustynnego wyścigu Finke Desert Race uległ poważnemu wypadkowi. Były żużlowiec wjechał do suchego koryta rzeki. Gazeta Mildura Independet podała, że do wypadku doszło, kiedy zawodnik dotarł do fragmentu trasy, gdzie się wznosiła, zakręcała, a potem urywała nad wąwozem. Najprawdopodobniej nie udało mu się skręcić i runął na skaliste dno wyschniętej rzeki. W wyniku tego upadku złamał kręgosłup oraz uszkodził rdzeń kręgowy.

## Przynależność klubowa
Wielka Brytania
- Poole Pirates (1989)
- Swindon Robins (1990–1992)
- Arena Essex Hammers (1993–1995)
- London Lions (1996)
- Swindon Robins (1997–1998)
- King’s Lynn Stars (1999–2000)
- Oxford Cheetahs (2001–2002)
- Poole Pirates (2003)
- Swindon Robins (2004–2010)

Polska
- Motor Lublin (1991–1992)
- WTS Wrocław (1993)
- Motor Lublin (1994–1995)
- Unia Leszno (1996–2010)

Szwecja
- VMS Elit Vetlanda (1994–1996)
- Indianerna Kumla (1998–1999)
- Masarna Avesta (2000–2008)
- Lejonen Gislaved (2009–2010)

Dania
- Herning Speedway Klub (1996)
- Esbjerg Motorsport (2010)

Czechy
- AMK Zlatá přilba Pardubice (2006)

Rosja
- Mega-Łada Togliatti (2006)
- Mega-Łada Togliatti (2008)

## Starty w Grand Prix (Indywidualnych Mistrzostwach Świata na żużlu)

### Zwycięstwa w zawodach
| Nr | Dzień       | Rok  | Nazwa                  | Miejscowość | Tor                               | Długość toru |
| -- | ----------- | ---- | ---------------------- | ----------- | --------------------------------- | ------------ |
| 1. | 31 sierpnia | 2002 | Grand Prix Skandynawii | Göteborg    | Ullevi (sztuczny tor)             | 413m         |
| 2. | 12 lipca    | 2003 | Grand Prix Słowenii    | Krško       | Stadion Matije Gubca              | 388m         |
| 3. | 1 maja      | 2004 | Grand Prix Szwecji     | Sztokholm   | Stadion Olimpijski (sztuczny tor) |              |
| 4. | 26 maja     | 2007 | Grand Prix Szwecji     | Eskilstuna  | Smedstadium                       | 335m         |
| 5. | 11 sierpnia | 2007 | Grand Prix Skandynawii | Målilla     | G&B Stadium                       | 310m         |
| 6. | 25 sierpnia | 2007 | Grand Prix Łotwy       | Dyneburg    | Latvijas spīdveja centrs          | 375m         |
| 7. | 10 maja     | 2008 | Grand Prix Europy      | Leszno      | Stadion im. Alfreda Smoczyka      | 330m         |
| 8. | 16 sierpnia | 2008 | Grand Prix Skandynawii | Målilla     | G&B Stadium                       | 310m         |

### Miejsca na podium
| Nr  | Dzień           | Rok  | Nazwa                        | Miejscowość | Tor                               | Miejsce | Punkty | Biegi           | Zwycięzca        |
| --- | --------------- | ---- | ---------------------------- | ----------- | --------------------------------- | ------- | ------ | --------------- | ---------------- |
| 1.  | 28 lipca        | 2001 | Grand Prix Danii             | Vojens      | Speedway Center                   | 3       | 18     | (2,2,3,2,3,1)   | Tony Rickardsson |
| 2.  | 31 sierpnia     | 2002 | Grand Prix Skandynawii       | Göteborg    | Ullevi (sztuczny tor)             | 1       | 25     | (1,2,2,2,3)     | –                |
| 3.  | 31 maja         | 2003 | Grand Prix Szwecji           | Avesta      | Motor Stadion Brovalla            | 3       | 18     | (2,3,2,2,1)     | Ryan Sullivan    |
| 4.  | 12 lipca        | 2003 | Grand Prix Słowenii          | Krško       | Stadion Matije Gubca              | 1       | 25     | (3,3,0,2,2,3)   | –                |
| 5.  | 30 sierpnia     | 2003 | Grand Prix Skandynawii       | Göteborg    | Ullevi (sztuczny tor)             | 3       | 18     | (3,3,3,3,1)     | Ryan Sullivan    |
| 6.  | 1 maja          | 2004 | Grand Prix Szwecji           | Sztokholm   | Stadion Olimpijski (sztuczny tor) | 1       | 25     | (1,3,2,3,3)     | –                |
| 7.  | 12 czerwca      | 2004 | Grand Prix Wielkiej Brytanii | Cardiff     | Millennium Stadium (sztuczny tor) | 2       | 20     | (3,3,1,3,2,2)   | Greg Hancock     |
| 8.  | 30 kwietnia     | 2005 | Grand Prix Europy            | Wrocław     | Stadion Olimpijski                | 2       | 20     | (1,3,2,2,1,2,2) | Tony Rickardsson |
| 9.  | 11 sierpnia     | 2006 | Grand Prix Skandynawii       | Målilla     | G&B Stadium                       | 3       | 18     | (2,3,3,0,3,3,1) | Andreas Jonsson  |
| 10. | 26 maja         | 2007 | Grand Prix Szwecji           | Eskilstuna  | Smedstadium                       | 1       | 21     | (3,3,2,3,1,3,6) | –                |
| 11. | 9 czerwca       | 2007 | Grand Prix Danii             | Kopenhaga   | Parken (sztuczny tor)             | 3       | 18     | (2,3,3,2,3,3,2) | Andreas Jonsson  |
| 12. | 11 sierpnia     | 2007 | Grand Prix Skandynawii       | Målilla     | G&B Stadium                       | 1       | 19     | (2,3,2,2,1,3,6) | –                |
| 13. | 25 sierpnia     | 2007 | Grand Prix Łotwy             | Dyneburg    | Latvijas spīdveja centrs          | 1       | 22     | (2,2,3,3,3,3,6) | –                |
| 14. | 10 maja         | 2008 | Grand Prix Europy            | Leszno      | Stadion im. Alfreda Smoczyka      | 1       | 20     | (2,3,0,3,3,3,6) | –                |
| 15. | 16 sierpnia     | 2008 | Grand Prix Skandynawii       | Målilla     | G&B Stadium                       | 1       | 21     | (3,3,1,3,2,3,6) | –                |
| 16. | 17 października | 2009 | Grand Prix Polski            | Bydgoszcz   | Stadion Polonii                   | 2       | 15     | (3,2,2,0,2,2,4) | Nicki Pedersen   |

### Punkty w poszczególnych zawodachGrand Prix
| Sezon 1996             |                                |                                |                                 |                                |                           |                           |                       |                       |                       |                            |         |         |         |         |         |         |         |         |         |         |         |         |         |         |         |        |        |        |        |        |        |        |        |        |        |        |        |        |        |        |        |        |        |        |        |        |        |
| GP Polski – Wrocław    | GP Włoch – Lonigo              | GP Niemiec – Pocking           | GP Szwecji – Linköping          | GP Wielkiej Brytanii – Londyn  | GP Danii – Vojens         | miejsce                   | miejsce               | miejsce               | miejsce               | miejsce                    | miejsce | miejsce | miejsce | miejsce | miejsce | miejsce | miejsce | miejsce | miejsce | miejsce | miejsce | miejsce | miejsce | miejsce | miejsce | punkty | punkty | punkty | punkty | punkty | punkty | punkty | punkty | punkty | punkty | punkty | punkty | punkty | punkty | punkty | punkty | punkty | punkty | punkty | punkty | punkty | punkty |
| 2                      | –                              | 8                              | 11                              | 3                              | 4                         | 15                        | 15                    | 15                    | 15                    | 15                         | 15      | 15      | 15      | 15      | 15      | 15      | 15      | 15      | 15      | 15      | 15      | 15      | 15      | 15      | 15      | 28     | 28     | 28     | 28     | 28     | 28     | 28     | 28     | 28     | 28     | 28     | 28     | 28     | 28     | 28     | 28     | 28     | 28     | 28     | 28     | 28     | 28     |
| Sezon 1997             |                                |                                |                                 |                                |                           |                           |                       |                       |                       |                            |         |         |         |         |         |         |         |         |         |         |         |         |         |         |         |        |        |        |        |        |        |        |        |        |        |        |        |        |        |        |        |        |        |        |        |        |        |
| GP Czech – Praga       | GP Szwecji – Linköping         | GP Niemiec – Landshut          | GP Wielkiej Brytanii – Bradford | GP Polski – Wrocław            | GP Danii – Vojens         | miejsce                   | miejsce               | miejsce               | miejsce               | miejsce                    | miejsce | miejsce | miejsce | miejsce | miejsce | miejsce | miejsce | miejsce | miejsce | miejsce | miejsce | miejsce | miejsce | miejsce | miejsce | punkty | punkty | punkty | punkty | punkty | punkty | punkty | punkty | punkty | punkty | punkty | punkty | punkty | punkty | punkty | punkty | punkty | punkty | punkty | punkty | punkty | punkty |
| 6                      | 6                              | 9                              | 9                               | 3                              | 9                         | 10                        | 10                    | 10                    | 10                    | 10                         | 10      | 10      | 10      | 10      | 10      | 10      | 10      | 10      | 10      | 10      | 10      | 10      | 10      | 10      | 10      | 42     | 42     | 42     | 42     | 42     | 42     | 42     | 42     | 42     | 42     | 42     | 42     | 42     | 42     | 42     | 42     | 42     | 42     | 42     | 42     | 42     | 42     |
| Sezon 1998             |                                |                                |                                 |                                |                           |                           |                       |                       |                       |                            |         |         |         |         |         |         |         |         |         |         |         |         |         |         |         |        |        |        |        |        |        |        |        |        |        |        |        |        |        |        |        |        |        |        |        |        |        |
| GP Czech – Praga       | GP Niemiec – Pocking           | GP Danii – Vojens              | GP Wielkiej Brytanii – Coventry | GP Szwecji – Linköping         | GP Polski – Bydgoszcz     | miejsce                   | miejsce               | miejsce               | miejsce               | miejsce                    | miejsce | miejsce | miejsce | miejsce | miejsce | miejsce | miejsce | miejsce | miejsce | miejsce | miejsce | miejsce | miejsce | miejsce | miejsce | punkty | punkty | punkty | punkty | punkty | punkty | punkty | punkty | punkty | punkty | punkty | punkty | punkty | punkty | punkty | punkty | punkty | punkty | punkty | punkty | punkty | punkty |
| 10                     | 6                              | 4                              | 4                               | 12                             | 15                        | 11                        | 11                    | 11                    | 11                    | 11                         | 11      | 11      | 11      | 11      | 11      | 11      | 11      | 11      | 11      | 11      | 11      | 11      | 11      | 11      | 11      | 51     | 51     | 51     | 51     | 51     | 51     | 51     | 51     | 51     | 51     | 51     | 51     | 51     | 51     | 51     | 51     | 51     | 51     | 51     | 51     | 51     | 51     |
| Sezon 1999             |                                |                                |                                 |                                |                           |                           |                       |                       |                       |                            |         |         |         |         |         |         |         |         |         |         |         |         |         |         |         |        |        |        |        |        |        |        |        |        |        |        |        |        |        |        |        |        |        |        |        |        |        |
| GP Czech – Praga       | GP Szwecji – Linköping         | GP Polski – Wrocław            | GP Wielkiej Brytanii – Coventry | GP Polski – Bydgoszcz          | GP Danii – Vojens         | miejsce                   | miejsce               | miejsce               | miejsce               | miejsce                    | miejsce | miejsce | miejsce | miejsce | miejsce | miejsce | miejsce | miejsce | miejsce | miejsce | miejsce | miejsce | miejsce | miejsce | miejsce | punkty | punkty | punkty | punkty | punkty | punkty | punkty | punkty | punkty | punkty | punkty | punkty | punkty | punkty | punkty | punkty | punkty | punkty | punkty | punkty | punkty | punkty |
| 4                      | 16                             | 5                              | 14                              | 14                             | 14                        | 7                         | 7                     | 7                     | 7                     | 7                          | 7       | 7       | 7       | 7       | 7       | 7       | 7       | 7       | 7       | 7       | 7       | 7       | 7       | 7       | 7       | 67     | 67     | 67     | 67     | 67     | 67     | 67     | 67     | 67     | 67     | 67     | 67     | 67     | 67     | 67     | 67     | 67     | 67     | 67     | 67     | 67     | 67     |
| Sezon 2000             |                                |                                |                                 |                                |                           |                           |                       |                       |                       |                            |         |         |         |         |         |         |         |         |         |         |         |         |         |         |         |        |        |        |        |        |        |        |        |        |        |        |        |        |        |        |        |        |        |        |        |        |        |
| GP Czech – Praga       | GP Szwecji – Linköping         | GP Polski – Wrocław            | GP Wielkiej Brytanii – Coventry | GP Danii – Vojens              | GP Europy – Bydgoszcz     | miejsce                   | miejsce               | miejsce               | miejsce               | miejsce                    | miejsce | miejsce | miejsce | miejsce | miejsce | miejsce | miejsce | miejsce | miejsce | miejsce | miejsce | miejsce | miejsce | miejsce | miejsce | punkty | punkty | punkty | punkty | punkty | punkty | punkty | punkty | punkty | punkty | punkty | punkty | punkty | punkty | punkty | punkty | punkty | punkty | punkty | punkty | punkty | punkty |
| 6                      | 10                             | 16                             | 15                              | 12                             | 6                         | 6                         | 6                     | 6                     | 6                     | 6                          | 6       | 6       | 6       | 6       | 6       | 6       | 6       | 6       | 6       | 6       | 6       | 6       | 6       | 6       | 6       | 65     | 65     | 65     | 65     | 65     | 65     | 65     | 65     | 65     | 65     | 65     | 65     | 65     | 65     | 65     | 65     | 65     | 65     | 65     | 65     | 65     | 65     |
| Sezon 2001             |                                |                                |                                 |                                |                           |                           |                       |                       |                       |                            |         |         |         |         |         |         |         |         |         |         |         |         |         |         |         |        |        |        |        |        |        |        |        |        |        |        |        |        |        |        |        |        |        |        |        |        |        |
| GP Niemiec – Berlin    | GP Wielkiej Brytanii – Cardiff | GP Danii – Vojens              | GP Czech – Praga                | GP Polski – Bydgoszcz          | GP Szwecji – Sztokholm    | miejsce                   | miejsce               | miejsce               | miejsce               | miejsce                    | miejsce | miejsce | miejsce | miejsce | miejsce | miejsce | miejsce | miejsce | miejsce | miejsce | miejsce | miejsce | miejsce | miejsce | miejsce | punkty | punkty | punkty | punkty | punkty | punkty | punkty | punkty | punkty | punkty | punkty | punkty | punkty | punkty | punkty | punkty | punkty | punkty | punkty | punkty | punkty | punkty |
| 12                     | 8                              | 18                             | 10                              | 7                              | 14                        | 5                         | 5                     | 5                     | 5                     | 5                          | 5       | 5       | 5       | 5       | 5       | 5       | 5       | 5       | 5       | 5       | 5       | 5       | 5       | 5       | 5       | 69     | 69     | 69     | 69     | 69     | 69     | 69     | 69     | 69     | 69     | 69     | 69     | 69     | 69     | 69     | 69     | 69     | 69     | 69     | 69     | 69     | 69     |
| Sezon 2002             |                                |                                |                                 |                                |                           |                           |                       |                       |                       |                            |         |         |         |         |         |         |         |         |         |         |         |         |         |         |         |        |        |        |        |        |        |        |        |        |        |        |        |        |        |        |        |        |        |        |        |        |        |
| GP Norwegii – Hamar    | GP Polski – Bydgoszcz          | GP Wielkiej Brytanii – Cardiff | GP Słowenii – Krško             | GP Szwecji – Sztokholm         | GP Czech – Praga          | GP Skandynawii – Göteborg | GP Europy – Chorzów   | GP Danii – Vojens     | GP Australii – Sydney | miejsce                    | miejsce | miejsce | miejsce | miejsce | miejsce | miejsce | miejsce | miejsce | miejsce | miejsce | miejsce | miejsce | miejsce | miejsce | miejsce | punkty | punkty | punkty | punkty | punkty | punkty | punkty | punkty | punkty | punkty | punkty | punkty | punkty | punkty | punkty | punkty | punkty | punkty | punkty | punkty | punkty | punkty |
| 13                     | 13                             | 16                             | 13                              | 13                             | 11                        | 25                        | 11                    | 7                     | 5                     | 4                          | 4       | 4       | 4       | 4       | 4       | 4       | 4       | 4       | 4       | 4       | 4       | 4       | 4       | 4       | 4       | 127    | 127    | 127    | 127    | 127    | 127    | 127    | 127    | 127    | 127    | 127    | 127    | 127    | 127    | 127    | 127    | 127    | 127    | 127    | 127    | 127    | 127    |
| Sezon 2003             |                                |                                |                                 |                                |                           |                           |                       |                       |                       |                            |         |         |         |         |         |         |         |         |         |         |         |         |         |         |         |        |        |        |        |        |        |        |        |        |        |        |        |        |        |        |        |        |        |        |        |        |        |
| GP Europy – Chorzów    | GP Szwecji – Avesta            | GP Wielkiej Brytanii – Cardiff | GP Danii – Kopenhaga            | GP Słowenii – Krško            | GP Skandynawii – Göteborg | GP Czech – Praga          | GP Polski – Bydgoszcz | GP Norwegii – Hamar   | miejsce               | miejsce                    | miejsce | miejsce | miejsce | miejsce | miejsce | miejsce | miejsce | miejsce | miejsce | miejsce | miejsce | miejsce | miejsce | miejsce | miejsce | punkty | punkty | punkty | punkty | punkty | punkty | punkty | punkty | punkty | punkty | punkty | punkty | punkty | punkty | punkty | punkty | punkty | punkty | punkty | punkty | punkty | punkty |
| 11                     | 18                             | 13                             | 11                              | 25                             | 18                        | 11                        | 11                    | 8                     | 4                     | 4                          | 4       | 4       | 4       | 4       | 4       | 4       | 4       | 4       | 4       | 4       | 4       | 4       | 4       | 4       | 4       | 126    | 126    | 126    | 126    | 126    | 126    | 126    | 126    | 126    | 126    | 126    | 126    | 126    | 126    | 126    | 126    | 126    | 126    | 126    | 126    | 126    | 126    |
| Sezon 2004             |                                |                                |                                 |                                |                           |                           |                       |                       |                       |                            |         |         |         |         |         |         |         |         |         |         |         |         |         |         |         |        |        |        |        |        |        |        |        |        |        |        |        |        |        |        |        |        |        |        |        |        |        |
| GP Szwecji – Sztokholm | GP Czech – Praga               | GP Europy – Wrocław            | GP Wielkiej Brytanii – Cardiff  | GP Danii – Kopenhaga           | GP Skandynawii – Göteborg | GP Słowenii – Krško       | GP Polski – Bydgoszcz | GP Norwegii – Hamar   | miejsce               | miejsce                    | miejsce | miejsce | miejsce | miejsce | miejsce | miejsce | miejsce | miejsce | miejsce | miejsce | miejsce | miejsce | miejsce | miejsce | miejsce | punkty | punkty | punkty | punkty | punkty | punkty | punkty | punkty | punkty | punkty | punkty | punkty | punkty | punkty | punkty | punkty | punkty | punkty | punkty | punkty | punkty | punkty |
| 25                     | 13                             | 11                             | 20                              | 11                             | 11                        | 11                        | 13                    | 16                    | 4                     | 4                          | 4       | 4       | 4       | 4       | 4       | 4       | 4       | 4       | 4       | 4       | 4       | 4       | 4       | 4       | 4       | 131    | 131    | 131    | 131    | 131    | 131    | 131    | 131    | 131    | 131    | 131    | 131    | 131    | 131    | 131    | 131    | 131    | 131    | 131    | 131    | 131    | 131    |
| Sezon 2005             |                                |                                |                                 |                                |                           |                           |                       |                       |                       |                            |         |         |         |         |         |         |         |         |         |         |         |         |         |         |         |        |        |        |        |        |        |        |        |        |        |        |        |        |        |        |        |        |        |        |        |        |        |
| GP Europy – Wrocław    | GP Szwecji – Eskilstuna        | GP Słowenii – Krško            | GP Wielkiej Brytanii – Cardiff  | GP Danii – Kopenhaga           | GP Czech – Praga          | GP Skandynawii – Målilla  | GP Polski – Bydgoszcz | GP Włoch – Lonigo     | miejsce               | miejsce                    | miejsce | miejsce | miejsce | miejsce | miejsce | miejsce | miejsce | miejsce | miejsce | miejsce | miejsce | miejsce | miejsce | miejsce | miejsce | punkty | punkty | punkty | punkty | punkty | punkty | punkty | punkty | punkty | punkty | punkty | punkty | punkty | punkty | punkty | punkty | punkty | punkty | punkty | punkty | punkty | punkty |
| 20                     | 13                             | 9                              | 7                               | 7                              | 8                         | 16                        | 11                    | 16                    |                       |                            |         |         |         |         |         |         |         |         |         |         |         |         |         |         |         | 107    | 107    | 107    | 107    | 107    | 107    | 107    | 107    | 107    | 107    | 107    | 107    | 107    | 107    | 107    | 107    | 107    | 107    | 107    | 107    | 107    | 107    |
| Sezon 2006             |                                |                                |                                 |                                |                           |                           |                       |                       |                       |                            |         |         |         |         |         |         |         |         |         |         |         |         |         |         |         |        |        |        |        |        |        |        |        |        |        |        |        |        |        |        |        |        |        |        |        |        |        |
| GP Słowenii – Krško    | GP Europy – Wrocław            | GP Szwecji – Eskilstuna        | GP Wielkiej Brytanii – Cardiff  | GP Danii – Kopenhaga           | GP Włoch – Lonigo         | GP Skandynawii – Målilla  | GP Czech – Praga      | GP Łotwy – Dyneburg   | GP Polski – Bydgoszcz | miejsce                    | miejsce | miejsce | miejsce | miejsce | miejsce | miejsce | miejsce | miejsce | miejsce | miejsce | miejsce | miejsce | miejsce | miejsce | miejsce | punkty | punkty | punkty | punkty | punkty | punkty | punkty | punkty | punkty | punkty | punkty | punkty | punkty | punkty | punkty | punkty | punkty | punkty | punkty | punkty | punkty | punkty |
| 10                     | 7                              | 11                             | 6                               | 12                             | 16                        | 18                        | 12                    | 8                     | 6                     | 5                          | 5       | 5       | 5       | 5       | 5       | 5       | 5       | 5       | 5       | 5       | 5       | 5       | 5       | 5       | 5       | 106    | 106    | 106    | 106    | 106    | 106    | 106    | 106    | 106    | 106    | 106    | 106    | 106    | 106    | 106    | 106    | 106    | 106    | 106    | 106    | 106    | 106    |
| Sezon 2007             |                                |                                |                                 |                                |                           |                           |                       |                       |                       |                            |         |         |         |         |         |         |         |         |         |         |         |         |         |         |         |        |        |        |        |        |        |        |        |        |        |        |        |        |        |        |        |        |        |        |        |        |        |
| GP Włoch – Lonigo      | GP Europy – Wrocław            | GP Szwecji – Eskilstuna        | GP Danii – Kopenhaga            | GP Wielkiej Brytanii – Cardiff | GP Czech – Praga          | GP Skandynawii – Målilla  | GP Łotwy – Dyneburg   | GP Polski – Bydgoszcz | GP Słowenii – Krško   | GP Niemiec – Gelsenkirchen | miejsce | miejsce | miejsce | miejsce | miejsce | miejsce | miejsce | miejsce | miejsce | miejsce | miejsce | miejsce | miejsce | miejsce | miejsce | punkty | punkty | punkty | punkty | punkty | punkty | punkty | punkty | punkty | punkty | punkty | punkty | punkty | punkty | punkty | punkty | punkty | punkty | punkty | punkty | punkty | punkty |
| 12                     | 10                             | 21                             | 18                              | 14                             | 8                         | 19                        | 22                    | 9                     | 9                     | 11                         |         |         |         |         |         |         |         |         |         |         |         |         |         |         |         | 153    | 153    | 153    | 153    | 153    | 153    | 153    | 153    | 153    | 153    | 153    | 153    | 153    | 153    | 153    | 153    | 153    | 153    | 153    | 153    | 153    | 153    |
| Sezon 2008             |                                |                                |                                 |                                |                           |                           |                       |                       |                       |                            |         |         |         |         |         |         |         |         |         |         |         |         |         |         |         |        |        |        |        |        |        |        |        |        |        |        |        |        |        |        |        |        |        |        |        |        |        |
| GP Słowenii – Krško    | GP Europy – Leszno             | GP Szwecji – Göteborg          | GP Danii – Kopenhaga            | GP Wielkiej Brytanii – Cardiff | GP Czech – Praga          | GP Skandynawii – Målilla  | GP Łotwy – Dyneburg   | GP Polski – Bydgoszcz | GP Włoch – Lonigo     | GP Finał – Bydgoszcz       | miejsce | miejsce | miejsce | miejsce | miejsce | miejsce | miejsce | miejsce | miejsce | miejsce | miejsce | miejsce | miejsce | miejsce | miejsce | punkty | punkty | punkty | punkty | punkty | punkty | punkty | punkty | punkty | punkty | punkty | punkty | punkty | punkty | punkty | punkty | punkty | punkty | punkty | punkty | punkty |        |
| 5                      | 20                             | 9                              | 8                               | 7                              | 10                        | 21                        | 9                     | 9                     | 12                    | 15                         | 6       | 6       | 6       | 6       | 6       | 6       | 6       | 6       | 6       | 6       | 6       | 6       | 6       | 6       | 6       | 125    | 125    | 125    | 125    | 125    | 125    | 125    | 125    | 125    | 125    | 125    | 125    | 125    | 125    | 125    | 125    | 125    | 125    | 125    | 125    | 125    |        |
| Sezon 2009             |                                |                                |                                 |                                |                           |                           |                       |                       |                       |                            |         |         |         |         |         |         |         |         |         |         |         |         |         |         |         |        |        |        |        |        |        |        |        |        |        |        |        |        |        |        |        |        |        |        |        |        |        |
| GP Czech – Praga       | GP Europy – Leszno             | GP Szwecji – Göteborg          | GP Danii – Kopenhaga            | GP Wielkiej Brytanii – Cardiff | GP Łotwy – Dyneburg       | GP Skandynawii – Målilla  | GP Nordyckie – Vojens | GP Słowenii – Krško   | GP Włoch – Terenzano  | GP Polski – Bydgoszcz      | miejsce | miejsce | miejsce | miejsce | miejsce | miejsce | miejsce | miejsce | miejsce | miejsce | miejsce | miejsce | miejsce | miejsce | miejsce | punkty | punkty | punkty | punkty | punkty | punkty | punkty | punkty | punkty | punkty | punkty | punkty | punkty | punkty | punkty | punkty | punkty | punkty | punkty | punkty | punkty |        |
| 13                     | 6                              | 3                              | 6                               | 3                              | 11                        | 5                         | 7                     | 13                    | 2                     | 15                         | 11      | 11      | 11      | 11      | 11      | 11      | 11      | 11      | 11      | 11      | 11      | 11      | 11      | 11      | 11      | 80     | 80     | 80     | 80     | 80     | 80     | 80     | 80     | 80     | 80     | 80     | 80     | 80     | 80     | 80     | 80     | 80     | 80     | 80     | 80     | 80     |        |

| Statystyki        | Statystyki |
| ----------------- | ---------- |
| Starty            | 115        |
| Zwycięstwa        | 8          |
| Miejsca na podium | 16         |
| Finalista         | 29         |
| Punkty            | 1277       |

## Osiągnięcia
Indywidualne Mistrzostwa Świata
- 1993 –  Pocking – 15. miejsce – 4 pkt → wyniki
- 1996 – 6 rund – 15. miejsce – 28 pkt → wyniki
- 1997 – 6 rund – 10. miejsce – 42 pkt → wyniki
- 1998 – 6 rund – 11. miejsce – 51 pkt → wyniki
- 1999 – 6 rund – 7. miejsce – 67 pkt → wyniki
- 2000 – 6 rund – 6. miejsce – 65 pkt → wyniki
- 2001 – 6 rund – 5. miejsce – 69 pkt → wyniki
- 2002 – 10 rundy – 4. miejsce – 127 pkt → wyniki
- 2003 – 9 rund – 4. miejsce – 126 pkt → wyniki
- 2004 – 9 rund – 4. miejsce – 131 pkt → wyniki
- 2005 – 9 rund – 3. miejsce – 107 pkt → wyniki
- 2006 – 10 rund – 5. miejsce – 106 pkt → wyniki
- 2007 – 11 rund – 2. miejsce – 153 pkt → wyniki
- 2008 – 11 rund – 6. miejsce – 125 pkt → wyniki
- 2009 – 11 rund – 11. miejsce – 80 pkt → wyniki

Indywidualne Mistrzostwa Świata Juniorów
- 1989 –  Lonigo – 7. miejsce – 9 pkt → wyniki
- 1992 –  Pfaffenhofen an der Ilm – 1. miejsce – 14+3 pkt → wyniki

Drużynowe Mistrzostwa Świata
- 1989 – Grupa B Kraj: Australia Pozycja: 1
- 1989 – Grupa A Kraj: Australia Pozycja: 4
- 1990 – Grupa B Kraj: Australia Pozycja: 1
- 1990 – Grupa A Kraj: Australia Pozycja: 3
- 1991 – Grupa A Kraj: Australia Pozycja: 2
- 1992 – Grupa A Kraj: Australia Pozycja: 2
- 1993 – Grupa A Kraj: Australia Pozycja: 2
- 1994 – Finał Kraj: Australia Pozycja: 4
- 1994 – Grupa A Kraj: Australia Pozycja: 1
- 1995 – Finał Kraj: Australia Pozycja: 5
- 1999 – Finał Kraj: Australia Pozycja: 1
- 1999 – Półfinał 2 Kraj: Australia Pozycja: 1
- 2000 – Finał Kraj: Australia Pozycja: 4

Drużynowy Puchar Świata
- 2001 – Zawody finałowe odbywały się w  Polsce – 1. miejsce → wyniki
- 2002 – Zawody finałowe odbywały się w  Wielkiej Brytanii – 1. miejsce → wyniki
- 2003 – Zawody finałowe odbywały się w  Danii – 2. miejsce → wyniki
- 2004 – Zawody finałowe odbywały się w  Wielkiej Brytanii – 5. miejsce → wyniki
- 2005 – Zawody finałowe odbywały się w  Polsce – 5. miejsce → wyniki
- 2006 – Zawody finałowe odbywały się w  Wielkiej Brytanii – 4. miejsce → wyniki
- 2007 – Zawody finałowe odbywały się w  Polsce – 3. miejsce → wyniki
- 2008 – Zawody finałowe odbywały się w  Danii – 4. miejsce → wyniki

Mistrzostwa Świata Par
- 1990 –  Landshut – 2. miejsce – 16 pkt → wyniki
- 1992 –  Lonigo – 7. miejsce – 4 pkt → wyniki
- 1993 –  Vojens – 6. miejsce – 7 pkt → wyniki

Indywidualny Puchar Mistrzów
- 1993 –  Tampere – 2. miejsce – 13+2 pkt → wyniki

Indywidualne Mistrzostwa Australii
- 1988 – Murray Bridge – 8. miejsce – 8 pkt → wyniki
- 1989 – Newcastle – 10. miejsce – 6 pkt → wyniki
- 1990 – Brisbane – 2. miejsce – 14+2 pkt → wyniki
- 1992 – Adelaide – 1. miejsce – 14 pkt → wyniki
- 1993 – Brisbane – 1. miejsce – 14 pkt → wyniki
- 1994 – Mildura – 1. miejsce – 15 pkt → wyniki
- 1995 – Gosford – 3. miejsce – 13+2 pkt → wyniki
- 1996 – Newcastle – 4. miejsce – 10+3 pkt → wyniki
- 1997 – Brisbane – 4. miejsce – 13+1 pkt → wyniki
- 1998 – Murray Bridge – 1. miejsce – 13+3 pkt → wyniki
- 2000 – Gosford – 1. miejsce – 13+3 pkt → wyniki
- 2001 – Murray Bridge – 2. miejsce – 14+2 pkt → wyniki
- 2002 – Adelaide – 1. miejsce – 20+5 pkt → wyniki
- 2003 – Gosford – 1. miejsce – 15+3 pkt → wyniki
- 2004 – 4 rundy – 2. miejsce – 54 pkt → wyniki
- 2005 – 4 rundy – 1. miejsce – 80 pkt → wyniki
- 2006 – 3 rundy – 1. miejsce – 60 pkt → wyniki
- 2007 – 5 rund – 2. miejsce – 91 pkt → wyniki
- 2009 – 3 rundy – 1. miejsce – 60 pkt → wyniki

MIM Australii do lat 16 (125 cm³) (Individual Junior Australian Championship Under 16 [125 cm³])
- 1983 – Finał Pozycja: 3 Punkty: 11
- 1985 – Finał Pozycja: 2 Punkty: 14
- 1986 – Finał Pozycja: 1 Punkty: 15
- 1987 – Finał Pozycja: 2 Punkty: 14

Młodzieżowe Indywidualne Mistrzostwa Australii
- 1988 – Adelaide – 1. miejsce – 15 pkt → wyniki
- 1989 – Mildura – 3. miejsce – 12 pkt → wyniki
- 1990 – Renmark – 1. miejsce – 15 pkt → wyniki
- 1991 – Mildura – 1. miejsce – 15 pkt → wyniki
- 1992 – Murray Bridge – 1. miejsce – 15 pkt → wyniki

### Drużynowe Mistrzostwa Polski - Sezon Zasadniczy Najwyższej Klasy Rozgrywkowej[1]
| Sezon | Klub                  | Miejsce | Liga       | Średnia/bg | Średnia/mc | Pkt        | Bonusy | Razem      | Komplety        | Biegi  | Mecze |
| ----- | --------------------- | ------- | ---------- | ---------- | ---------- | ---------- | ------ | ---------- | --------------- | ------ | ----- |
| 1991  | Motor Lublin          |         | 1 Liga     | 2,067 (9)  | 9,778 (12) | 88 (24)    | 5      | 93 (23)    | 1               | 45     | 9     |
| 1992  | Motor Lublin          | 5       | 1 Liga     | 2,700      | 13,167     | 79 (44)    | 2      | 81 (47)    | 1               | 30     | 6     |
| 1993  | Sparta Polsat Wrocław |         | 1 Liga     | 2,000      | 12,000     | 12 (92)    | 0      | 12 (93)    | 0               | 6      | 1     |
| 1994  | Motor Lublin          | 7       | 1 Liga     | 2,516 (3)  | 13,125 (3) | 157,5 (15) | 1      | 158,5 (18) | 1 – (1 pł.)     | 63     | 12    |
| 1995  | Motor Lublin          | 10      | 1 Liga     | 2,193 (9)  | 12,100 (8) | 121 (27)   | 4      | 125 (31)   | 1 – (1 pł.)     | 57     | 10    |
| 1997  | Unia Leszno           | 5       | 1 Liga     | 2,339 (7)  | 11,583 (8) | 139 (19)   | 6      | 145 (21)   | 0               | 62     | 12    |
| 1998  | Unia Leszno           | 4       | 1 Liga     | 2,397 (7)  | 12,154 (4) | 158 (11)   | 5      | 163 (14)   | 0               | 68     | 13    |
| 1999  | Unia Leszno           | 5       | 1 Liga     | 2,265 (8)  | 11,313 (5) | 181 (8)    | 7      | 188 (9)    | 0               | 83     | 16    |
| 2000  | Unia Leszno           | 7       | Ekstraliga | 2,517 (2)  | 13,364 (2) | 147 (6)    | 4      | 151 (6)    | 1               | 60     | 11    |
| 2001  | Unia Leszno           | 7       | Ekstraliga | 2,446 (5)  | 12,750 (3) | 153 (5)    | 6      | 159 (5)    | 1               | 65     | 12    |
| 2002  | Unia Leszno           |         | Ekstraliga | 2,418 (3)  | 11,875 (3) | 142,5 (6)  | 5      | 147,5 (9)  | 1               | 61     | 12    |
| 2003  | Unia Leszno           | 6       | Ekstraliga | 2,478 (2)  | 12,462 (1) | 162 (2)    | 9      | 171 (2)    | 3 (1) – (2 pł.) | 69     | 13    |
| 2004  | Unia Leszno           | 5       | Ekstraliga | 2,529 (3)  | 12,846 (2) | 167 (2)    | 5      | 172 (2)    | 3 (1)           | 68     | 13    |
| 2005  | Unia Leszno           | 5       | Ekstraliga | 2,365 (4)  | 12,143 (3) | 170 (2)    | 5      | 175 (2)    | 1 - (1 pł.)     | 74     | 14    |
| 2006  | Unia Leszno           | 5       | Ekstraliga | 2,393 (4)  | 14,000 (1) | 196 (1)    | 5      | 201 (1)    | 1 - (1 pł.)     | 84 (1) | 14    |
| 2007  | Unia Leszno           |         | Ekstraliga | 2,671 (2)  | 13,429 (2) | 188 (2)    | 7      | 195 (2)    | 4 – (1 pł.)     | 73     | 14    |
| 2008  | Unia Leszno           |         | Ekstraliga | 2,397 (5)  | 10,929 (5) | 153 (5)    | 10     | 163 (5)    | 1 – (1 pł.)     | 68     | 14    |
| 2009  | Unia Leszno           | 5       | Ekstraliga | 2,458 (2)  | 11,857 (3) | 166 (2)    | 11     | 177 (2)    | 3 - (1 pł.)     | 72     | 14    |
| 2010  | Unia Leszno           |         | Ekstraliga | 2,290 (5)  | 10,786 (7) | 151 (5)    | 7      | 158 (7)    | 1 – (1 pł.)     | 69     | 14    |

W nawiasie miejsce w danej kategorii (śr/m oraz śr/b - przy założeniu, że zawodnik odjechał minimum 50% spotkań w danym sezonie)
Podsumowanie
| Sezony | Średnia/bg | Średnia/mc | Pkt      | Bonusy  | Razem    | Komplety          | Biegi    | Mecze   |
| ------ | ---------- | ---------- | -------- | ------- | -------- | ----------------- | -------- | ------- |
| 19 (2) | 2,409 (7)  | 12,192 (7) | 2731 (1) | 104 (6) | 2835 (1) | 23 (5) – (10 pł.) | 1177 (2) | 224 (3) |

W nawiasie miejsce w danej kategorii biorąc pod uwagę tylko zawodników zagranicznych (śr/m oraz śr/b - przy założeniu, że zawodnik odjechał minimum 25 spotkań)

## Inne ważniejsze turnieje
Memoriał Edwarda Jancarza w Gorzowie Wlkp.
- 1996 – 1. miejsce – 13 pkt. → wyniki
- 1998 – 3. miejsce – 12+1 pkt. → wyniki
- 2005 – 3. miejsce – 12+1 pkt. → wyniki
- 2007 – 3. miejsce – 14+1 pkt. → wyniki

Zlatá Přilba w Pardubicach
- 1993 – 2. miejsce → wyniki
- 1999 – 1. miejsce → wyniki
- 2000 – 1. miejsce → wyniki
- 2001 – 1. miejsce → wyniki
- 2004 – 1. miejsce → wyniki
- 2006 – 6. miejsce → wyniki
- 2008 – 2. miejsce → wyniki

Memoriał Alfreda Smoczyka w Lesznie
- 1996 – 8. miejsce – 9 pkt → wyniki
- 2000 – 1. miejsce – 22 pkt → wyniki
- 2001 – 4. miejsce – 13+2 pkt → wyniki
- 2008 – 1. miejsce – 13 pkt → wyniki
- 2009 – 8. miejsce – 9 pkt → wyniki
- 2010 – 6. miejsce – 10 pkt → wyniki

## Wyróżnienia
- Tytuł Honorowego Obywatelstwa Miasta Leszna (30 października 2007)[3].